# Licaria
Pour les articles homonymes, voir Licaria.
Genre
Synonymes
Selon Tropicos (30 mai 2024)
- Acrodiclidium Nees & Mart.
- Chanekia Lundell
- Evonymodaphne Nees
- Misanteca Schltdl. & Cham.

Selon GBIF (30 mai 2024)
- Acrodiclidium Nees
- Chanekia Lundell
- Evonymodaphne Nees
- Misanteca Schltdl. & Cham.
- Nobeliodendron O.C.Schmidt
- Symphysodaphne A.Rich.
- Triplomeia Raf.

Licaria est un genre de plantes à fleurs appartenant à la famille des Lauraceae, comptant 108 à 130 espèces néotropicales, et dont l'espèce type est Licaria guianensis Aubl.. 

## Description
Licaria regroupe des arbustes ou arbres de taille moyenne, rarement grande. 
Les feuilles sont alternes ou opposées, rarement quelque peu groupées à l'extrémité des branches, entières. 
Les inflorescences sont paniculées, parfois par réduction en racème ou en capitule. 
Les fleurs sont bisexuées, avec 6 tépales 6, égaux ou inégaux, à l'anthèse le plus souvent dressés ou incurvés. 
On compte 3 étamines, à 2 cellules, avec 2 glandes à la base.
Les locelles sont le plus souvent apicales et s'ouvrant vers le style ou loin de lui.
Les staminodes sont présents ou absents. 
Le fruit est une baie à une graine, avec la cupule qui a généralement une forme distincte et une double marge.

## Répartition
Licaria est un genre néotropical représenté de la Floride au Brésil en passant par le Mexique, l'Amérique centrale, les Antilles, la Colombie, le Venezuela, Trinidad, le Guyana, le Suriname, la Guyane, l'Équateur, le Pérou, et la Bolivie.

## Liste des espèces et variétés
Selon GBIF (31 mai 2024) :
- Acrodiclidium camara M.R.Schomb.
- Acrodiclidium coppenamense Pulle
- Acrodiclidium elaeophorum Barb.Rodr. ex P.Lecointe
- Acrodiclidium elaeophorum Barb.Rodr.
- Licaria agglomerata van der Werff
- Licaria agglomerata VanDerWerff
- Licaria alata Miranda
- Licaria applanata van der Werff
- Licaria applanata VanDerWerff
- Licaria areolata Lundell
- Licaria armeniaca (Nees) Kosterm.
- Licaria aurea (Huber) Kosterm.
- Licaria aureosericea van der Werff
- Licaria aureosericea VanDerWerff
- Licaria bahiana H.Kurz
- Licaria brasiliensis (Nees) Kosterm.
- Licaria brenesii W.C.Burger
- Licaria brittoniana C.K.Allen & L.E.Greg.
- Licaria camara (R.H.Schomb.) Kosterm.
- Licaria campechiana (Standl.) Kosterm.
- Licaria canella (Meisn.) Kosterm.
- Licaria capitata (Cham. & Schltdl.) Kosterm.
- Licaria caribaea Gómez-Laur. & Cascante
- Licaria carinata H.Kurz
- Licaria caryophyllata Ducke
- Licaria chinanteca Lorea-Hern.
- Licaria chrysophylla (Meisn.) Kosterm.
- Licaria clarensis van der Werff
- Licaria clarensis VanDerWerff
- Licaria clavata Lundell
- Licaria cogolloi van der Werff
- Licaria cogolloi VanDerWerff
- Licaria colombiana van der Werff
- Licaria colombiana VanDerWerff
- Licaria comata van der Werff
- Licaria comata VanDerWerff
- Licaria conoidea Lundell
- Licaria coriacea (Lundell) Kosterm.
- Licaria crassifolia (Poir.) P.L.R.Moraes
- Licaria cubensis (O.C.Schmidt) Kosterm.
- Licaria debilis (Mez) Kosterm.
- Licaria deltoidea van der Werff
- Licaria deltoidea VanDerWerff
- Licaria dolichantha Kurz
- Licaria endlicheriifolia (Kosterm.) Kosterm.
- Licaria excelsa Kosterm.
- Licaria exserta van der Werff
- Licaria exserta VanDerWerff
- Licaria filiformis van der Werff
- Licaria filiformis VanDerWerff
- Licaria glaberrima (Lundell) C.K.Allen
- Licaria guatemalensis Lundell
- Licaria guianensis Aubl.
- Licaria herrerae (van der Werff) Kosterm.
- Licaria hirsuta van der Werff
- Licaria hirsuta VanDerWerff
- Licaria ibarrae (Lundell) Lundell
- Licaria leonis Gómez-Laur. & A.Estrada
- Licaria lucida (Lundell) C.K.Allen
- Licaria macrophylla (A.C.Sm.) Kosterm.
- Licaria martiniana (Mez) Kosterm.
- Licaria mexicana (Brandegee) Kosterm.
- Licaria misantlae (Brandegee) Kosterm.
- Licaria monsalveae van der Werff
- Licaria multiflora (Kosterm.) Kosterm.
- Licaria multinervis H.Kurz
- Licaria nayaritensis (Lundell) Lundell
- Licaria nitida van der Werff
- Licaria nitida VanDerWerff
- Licaria oppositifolia (Nees) Kosterm.
- Licaria pachycarpa (Meisn.) Kosterm.
- Licaria parviflora (Lam.) Kosterm., 1952
- Licaria parvifolia (Lam.) Kosterm.
- Licaria peckii (I.M.Johnst.) Kosterm.
- Licaria pergamentacea W.C.Burger
- Licaria phymatosa Lorea-Hern.
- Licaria polyphylla (Nees) Kosterm.
- Licaria pucheri (Ruiz & Pav.) Kosterm.
- Licaria quercina Lorea-Hern.
- Licaria quirirafuina Kosterm.
- Licaria ramiroi Cuevas
- Licaria rodriguesii H.Kurz
- Licaria rufotomentosa van der Werff
- Licaria rufotomentosa VanDerWerff
- Licaria sarapiquensis Hammel
- Licaria sclerophylla van der Werff
- Licaria sclerophylla VanDerWerff
- Licaria sericea (Griseb.) Kosterm.
- Licaria sessiliflora van der Werff
- Licaria sessiliflora VanDerWerff
- Licaria siphonantha Lorea-Hern.
- Licaria spiritusanctensis P.L.R.Moraes & T.D.M.Barbosa
- Licaria subbullata Kosterm.
- Licaria subsessilis van der Werff
- Licaria subsessilis VanDerWerff
- Licaria tenuifolia Kosterm.
- Licaria terminalis van der Werff
- Licaria terminalis VanDerWerff
- Licaria tomentosa van der Werff
- Licaria tomentosa VanDerWerff
- Licaria triandra (Sw.) Kosterm.
- Licaria trinervis van der Werff
- Licaria trinervis VanDerWerff
- Licaria triplicalyx Pedralli
- Licaria urceolata Lundell
- Licaria velutina van der Werff
- Licaria velutina VanDerWerff
- Licaria vernicosa (Mez) Kosterm.

Selon Tropicos (31 mai 2024) (Attention liste brute contenant possiblement des synonymes) :
- Licaria agglomerata van der Werff, 2009
- Licaria alata Miranda, 1954
- Licaria amara (Mez) Kosterm., 1937
- Licaria appelii (Mez) Kosterm., 1937
- Licaria applanata van der Werff, 1994
- Licaria areolata Lundell, 1971
- Licaria aritu Ducke, 1951
- Licaria armeniaca (Nees) Kosterm., 1937
- Licaria aurea (Huber) Kosterm., 1937
- Licaria aureosericea van der Werff, 2000
- Licaria bahiana H.W. Kurz, 2000
- Licaria bracteata van der Werff, 1987
- Licaria brasiliensis (Nees) Kosterm., 1937
- Licaria breedlovei Lorea-Hern., 2024
- Licaria brenesii W.C. Burger, 1990
- Licaria brittoniana C.K. Allen & L.E. Greg., 1951
- Licaria camara (R.H. Schomb.) Kosterm., 1937
- Licaria campechiana (Standl.) Kosterm., 1937
- Licaria cannella (Meisn.) Kosterm., 1937
- Licaria capitata (Schltdl. & Cham.) Kosterm., 1937
- Licaria caribaea Gómez-Laur. & Cascante, 1999
- Licaria carinata H.W. Kurz, 2000
- Licaria caryophyllata Ducke, 1939
- Licaria caudata (Lundell) Kosterm., 1937
- Licaria cayennensis (Meisn.) Kosterm., 1937
- Licaria cervantesii (Kunth) Kosterm., 1937
- Licaria chinanteca Lorea-Hern., 1999
- Licaria chrysophylla (Meisn.) Kosterm., 1937
- Licaria clarensis van der Werff, 2009
- Licaria clavata Lundell, 1974
- Licaria cogolloi van der Werff, 2009
- Licaria colombiana van der Werff, 2009
- Licaria comata van der Werff, 2009
- Licaria conoidea Lundell, 1974
- Licaria coriacea (Lundell) Kosterm., 1937
- Licaria crassifolia (Poir.) P.L.R. Moraes, 2008
- Licaria cubensis (O.C. Schmidt) Kosterm., 1937
- Licaria cufodontisii Kosterm., 1937
- Licaria cymbarum (Kunth) Pittier, 1941
- Licaria debilis (Mez) Kosterm., 1937
- Licaria deltoidea van der Werff, 2009
- Licaria dolichantha H.W. Kurz, 2000
- Licaria dolichopoda Lorea-Hern., 2024
- Licaria duartei C.K. Allen, 1944
- Licaria endlicheriifolia (Kosterm.) Kosterm., 1937
- Licaria eurypaniculata Lorea-Hern., 2024
- Licaria excelsa Kosterm., 1937
- Licaria exserta van der Werff, 2003
- Licaria filiformis van der Werff, 2003
- Licaria fluminensis Vattimo-Gil, 1976
- Licaria foveolata Lemée, 1955
- Licaria gibbitepala Lorea-Hern., 2024
- Licaria glaberrima (Lundell) C.K. Allen, 1945
- Licaria gracilis Lorea-Hern., 2024
- Licaria guatemalensis Lundell, 1965
- Licaria guianensis Aubl., 1775
- Licaria herrerae (van der Werff) Kosterm., 1993
- Licaria hirsuta van der Werff, 2000
- Licaria ibarrae (Lundell) Lundell, 1978
- Licaria jamaicensis Kostermans ex Leon & Alain, 1951
- Licaria latifolia (A.C. Sm.) Kosterm., 1937
- Licaria leonis Gómez-Laur. & A. Estrada, 2002
- Licaria limbosa (Ruiz & Pav.) Kosterm., 1937
- Licaria lucida (Lundell) C.K. Allen, 1945
- Licaria macrophylla (A.C. Sm.) Kosterm., 1937
- Licaria maguireana C.K. Allen, 1948
- Licaria mahuba (A. Samp.) Kosterm., 1938
- Licaria martiniana (Mez) Kosterm., 1937
- Licaria meissneri (Mez) Kosterm., 1937
- Licaria meissneriana Vattimo-Gil, 1966
- Licaria mexicana (Brandegee) Kosterm., 1937
- Licaria minutiflora Lorea-Hern., 2024
- Licaria misantlae (Brandegee) Kosterm., 1937
- Licaria monsalveae van der Werff, 2021
- Licaria multiflora (Kosterm.) Kosterm., 1937
- Licaria multinervis H.W. Kurz, 2000
- Licaria mutisii (Kosterm.) Kosterm., 1937
- Licaria nayaritensis (Lundell) Lundell, 1978
- Licaria nitida van der Werff, 2009
- Licaria oblongifolia Lundell, 1968
- Licaria ochracea Lorea-Hern., 2024
- Licaria oppositifolia (Nees) Kosterm., 1937
- Licaria pachycarpa (Meisn.) Kosterm., 1937
- Licaria parviflora (Meisn.) Vattimo-Gil, 1976
- Licaria parvifolia (Lam.) Kosterm., 1952
- Licaria peckii (I.M. Johnst.) Kosterm., 1937
- Licaria pergamentacea W.C. Burger, 1990
- Licaria phymatosa Lorea-Hern., 2005
- Licaria pittieri (Mez) C.K. Allen, 1945
- Licaria polyphylla (Nees) Kosterm., 1937
- Licaria pucheri (Ruiz & Pav.) Kosterm., 1937
- Licaria puchury-major (Mart.) Kosterm., 1937
- Licaria quercina Lorea-Hern., 2005
- Licaria quirirafuina Kosterm., 1937
- Licaria quixos (Lam.) Kosterm., 1965
- Licaria ramiroi Cuevas, 2023
- Licaria reclinata Lundell, 1968
- Licaria reitzkleiniana Vattimo-Gil, 1967
- Licaria rigida (Kosterm.) Kosterm., 1937
- Licaria rodriguesii H.W. Kurz, 2000
- Licaria rufotomentosa van der Werff, 2003
- Licaria rufotricha Lorea-Hern., 2024
- Licaria salicifolia (Sw.) Kosterm., 1937
- Licaria sarapiquensis Hammel, 1986
- Licaria sarukhanii Lorea-Hern., 2024
- Licaria schultesii C.K. Allen, 1965
- Licaria sclerophylla van der Werff, 2009
- Licaria sericea (Griseb.) Kosterm., 1937
- Licaria sessiliflora van der Werff, 2003
- Licaria simulans C.K. Allen, 1964
- Licaria siphonantha Lorea-Hern., 2005
- Licaria sp. 1 , 2007
- Licaria sp. 3 , 2007
- Licaria spiritusanctensis P.L.R. Moraes & Barbosa, T. D.M., 2019
- Licaria subbullata Kosterm., 1962
- Licaria subsessilis van der Werff, 2003
- Licaria tenuicarpa Kostermans ex Rodrigues, 1962
- Licaria tenuifolia Kosterm., 1937
- Licaria terminalis van der Werff, 2009
- Licaria tikalana (Lundell) Lundell, 1971
- Licaria tomentosa van der Werff, 1989
- Licaria tomentulosa Lorea-Hern., 2024
- Licaria triandra (Sw.) Kosterm., 1937
- Licaria trinervis van der Werff, 1989
- Licaria triplicalyx Pedralli, 1988
- Licaria urceolata Lundell, 1968
- Licaria vanderwerffii Lorea-Hern., 2024
- Licaria velutina van der Werff, 1988
- Licaria vernicosa (Mez) Kosterm., 1937
- Licaria wilhelminensis C.K. Allen, 1966